# Cantón de Lens-Noroeste
El cantón de Lens-Noroeste era una división administrativa francesa, que estaba situada en el departamento de Paso de Calais y la región de Norte-Paso de Calais.

## Composición
El cantón estaba formado por una comuna, más una fracción de la comuna que le daba su nombre:
- Lens (fracción)
- Loos-en-Gohelle

## Supresión del cantón de Lens-Noroeste
En aplicación del Decreto n.º 2014-233 de 24 de febrero de 2014, el cantón de Lens-Noroeste fue suprimido el 22 de marzo de 2015 y sus 2 comunas pasaron a formar parte; una del nuevo cantón de Wingles y la fracción de la comuna que le daba su nombre se unió a las otras fracciones para formar el nuevo cantón de Lens.